# Gurania tonduziana
Gurania tonduziana är en gurkväxtart som beskrevs av John Donnell Smith. Gurania tonduziana ingår i släktet Gurania och familjen gurkväxter. Inga underarter finns listade i Catalogue of Life.